# Festung Kufstein
Die Festung Kufstein ist das Wahrzeichen der Stadt Kufstein und zählt zu den imposantesten mittelalterlichen Bauwerken Tirols. Heute ist sie ein Museum und eine Veranstaltungsstätte. Das Bauwerk steht unter Kulturgüterschutz gemäß der Haager Konvention (Listeneintrag).
Sie liegt auf dem Festungsberg, einem 90 m hohen Felsen direkt am Inn, oberhalb der Stadt Kufstein, ist zu Fuß oder mit der Panoramabahn Kaiser Maximilian erreichbar und umfasst eine Fläche von 24.000 m².
Im Bürgerturm der Festung wurde 1931 eine Freiluftorgel installiert.

## Geschichte

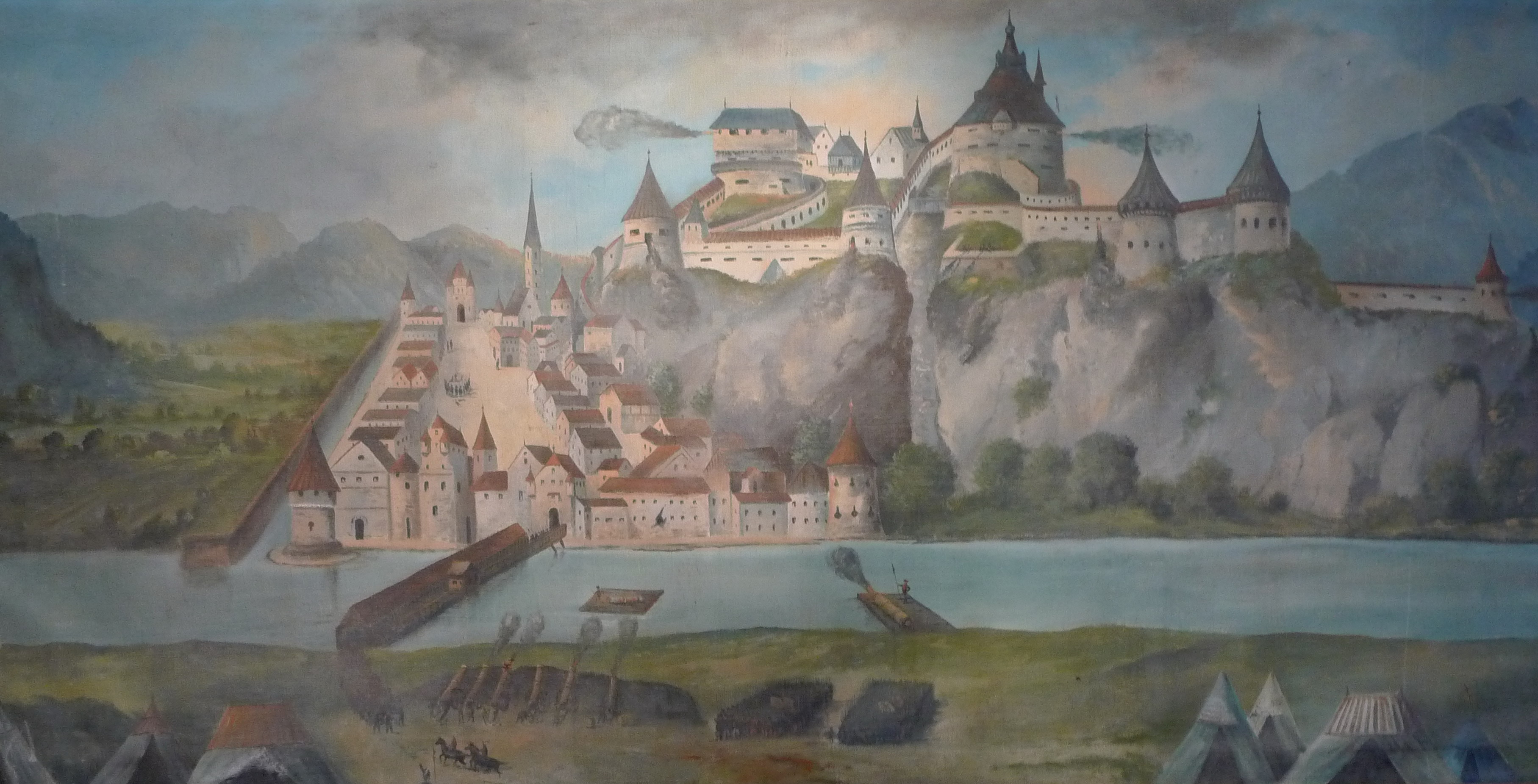
Historische Darstellung der Belagerung der Stadt und Festung Kufstein durch Maximilian I. (1504)

1205 wurde die Festung das erste Mal urkundlich als „Castrum Caofstein“ erwähnt. Sie war damals im Besitz der Bischöfe von Regensburg.
Ab 1415 verstärkte Herzog Ludwig der Gebartete die Befestigungen.
Im Zuge des Landshuter Erbfolgekrieges im Jahre 1504 belagerte der spätere Kaiser Maximilian I. Stadt und Festung Kufstein und eroberte diese. Er ließ die Anlage erneuern und zur Festung ausbauen.
1703, während des spanischen Erbfolgekrieges, fielen bayerische Truppen in Tirol ein und eroberten dabei auch die Festung Kufstein. Sie mussten diese 1704 wieder räumen, nachdem die Tiroler Bauern sich gegen die bayerische Besatzung erhoben hatten.
Im 18. Jahrhundert bestand eine Festungsbrücke Kufstein. Infolge des Pressburger Friedens gelangte die Festung 1805 zusammen mit ganz Tirol erneut unter bayerische Herrschaft. 1814, als Napoleons Imperium zusammenbrach, fiel die Festung  wieder an Österreich.
Im Kaisertum Österreich und in der österreichisch-ungarischen Doppelmonarchie diente die Festung als Gefängnis zahlreicher ungarischer Dissidenten, darunter Ferenc Kazinczy (1799–1800), Gregor Czuczor (1850–1851) und Sándor Rózsa (1859–1865).
Seit 1924 ist die Festung im Besitz der Stadt Kufstein. Die Stadt vermietet sie seit 1996 an die „Top City Kufstein GmbH“. Der Gesellschaftsvertrag wurde vom Rechnungshof Österreich moniert und 2019 geändert; seither heißt das Unternehmen 'Festung Kufstein GmbH'.

## Heutige Nutzung
Die Festung ist ein beliebtes touristisches Ziel im Tiroler Unterland. Im 20. Jahrhundert wurden der Festungslift und die Panoramabahn errichtet. Seit 2005 existiert eine mobile Überdachung für die Josefsburg, damit man dieses Areal für Veranstaltungen nutzen kann.
Der frühere Kasernenbau der Burg beherbergt das Kufsteiner Heimatmuseum, in welchem unter anderem Funde aus der Bronzezeit und steinzeitliche Funde aus der Tischofer Höhle ausgestellt sind. Im Kaiserturm werden gelegentlich Kunstwerke ausgestellt.
Im Bürgerturm wurde 1931 eine Heldenorgel installiert; diese gilt seit ihrer Erweiterung im Jahr 2009 als die größte Freiluftorgel der Welt. Das etwa zehnminütige Spiel der Orgel findet täglich um 12 Uhr (in den Monaten Juli und August auch um 18 Uhr) statt, das in der ganzen Stadt zu hören ist. Dabei wird der Gefallenen beider Weltkriege und aller Opfer von Gewalt gedacht.
Es gibt einen langen Felsengang (öffentlich zugängliche Kasematte) und den „Tiefen Brunnen“, ein etwa 60 m tiefer Burgbrunnen.
Die Josefsburg wird für Veranstaltungen genutzt, es existiert eine Festungsgastronomie mit speziellem Ritteressen. Zu Pfingsten findet jährlich ein großes Ritter-Fest statt mit Konzerten, Ritterkämpfen und der Nachstellung der letzten Schlacht des Hans von Pienzenau.

## Sonstiges
Am 3. Oktober 1980 brachte die Österreichische Post zu diesem Motiv eine Dauermarke der Briefmarkenserie Landschaften aus Österreich zu 12,00 Schilling heraus.